# Pniów (Toszek)

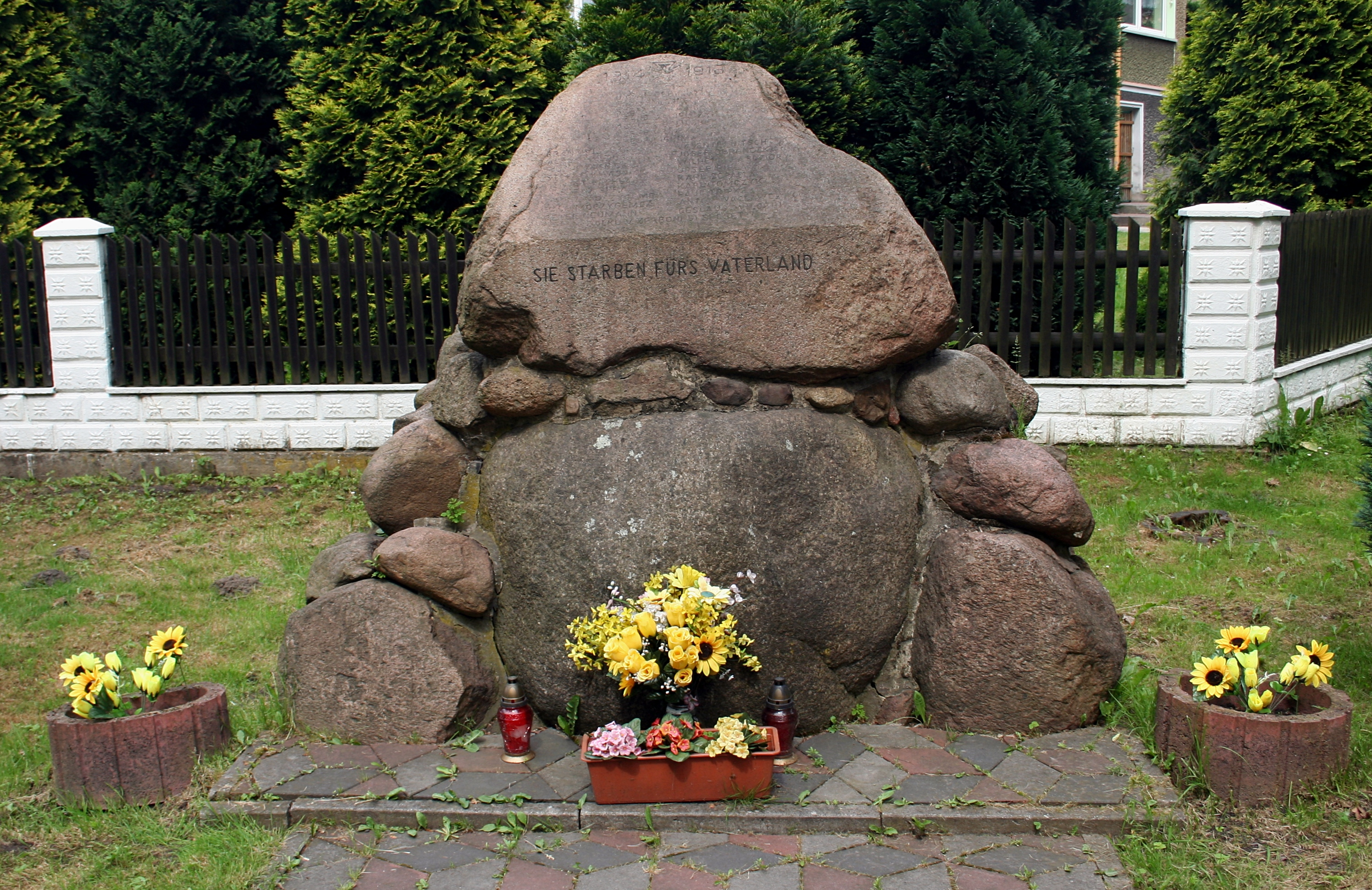
Gefallenendenkmal

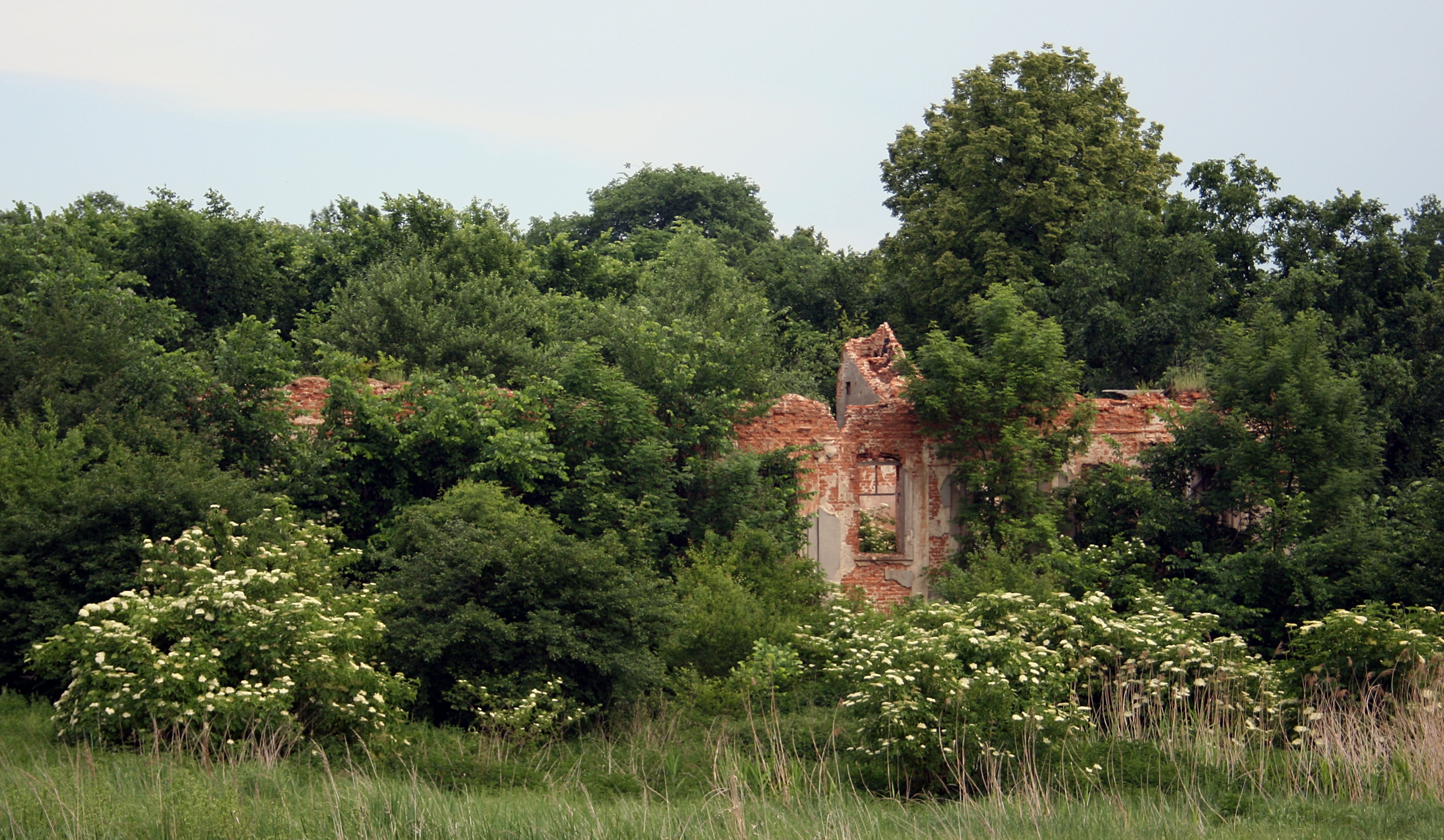
Schlossruine

Pniów (deutsch: Pniow, 1936–1945 Schrotkirch) ist ein Ort in der Stadt- und Landgemeinde Toszek (Tost) im Powiat Gliwicki der Woiwodschaft Schlesien in Polen.

## Geographie
Pniów liegt sieben Kilometer südöstlich von Toszek, 16 Kilometer nordwestlich von Gliwice (Gleiwitz) und 34 Kilometer nordwestlich von Katowice (Kattowitz). Ortsteil von Pniów ist Srocza Góra (Elsterberg)-
Nachbarorte von Pniów sind im Norden Zacharzowice (Sacharsowitz), im Süden Pyskowice (Peiskretscham) und im Südwesten Paczyna (Groß Patschin).

## Geschichte
Der Ort wurde 1256 erstmals urkundlich erwähnt. 1305 erhielt es Deutsches Recht. 1506 wurde die Schrotholzkirche erbaut. Seit 1735 ist die Kirche Filialkirche von Groß Patschin. 1865 hatte der Ort 10 Bauern-, 4 Halbbauern-, 17 Freigärtner- und 2 Häuslerstellen, außerdem wird eine katholische Schule mit 96 Schülern erwähnt.
Bei der Volksabstimmung in Oberschlesien am 20. März 1921 stimmten 138 Wahlberechtigte für einen Verbleib bei Deutschland und 204 für Polen. Pniow verblieb beim Deutschen Reich. 1933 lebten im Ort 795 Einwohner. Am 12. Februar 1936 wurde der Ort in Schrotkirch umbenannt. 1939 hatte der Ort 772 Einwohner. Bis 1945 befand sich der Ort im Landkreis Tost-Gleiwitz.
1945 kam der bisher deutsche Ort unter polnische Verwaltung und wurde in Pniów umbenannt und der Woiwodschaft Schlesien angeschlossen. 1950 kam der Ort zur Woiwodschaft Kattowitz. 1956 brannte die Schrotholzkirche. Von 1957 bis 1959 wurde der neue Kirchenbau erbaut. 1999 kam der Ort zum wiedergegründeten Powiat Gliwicki und zur neuen Woiwodschaft Schlesien.

## Sehenswürdigkeiten und Denkmale
In Pniów gibt es mehrere historische Bauwerke, Sehenswürdigkeiten und Denkmale:
- Moderne Kirche aus den Jahren 1957 bis 1959. Sie wurde als Ersatz für die 1956 abgebrannte Schrotholzkirche aus dem Jahr 1506 erbaut. Die Schrotholzkirche galt als eine der ältesten Oberschlesiens.
- Friedhofskapelle der Familie von Gröling, erbaut um 1770
- Zollamtsgebäude im Fachwerkstil aus dem Jahr 1870
- Wegekapelle aus der ersten Hälfte des 19. Jahrhunderts mit einer Figur des böhmischen Landesheiligen Johannes Nepomuk.
- Gefallenendenkmal aus Feldsteinen, für die Gefallenen des Ersten Weltkriegs. Errichtet 1932 und nach seiner Zerstörung 1989 wiedererrichtet.
- Gedenkstein für die 750-Jahr-Feier des Ortes
- Wegekreuz aus dem Jahr 1887
- Wegekreuz aus dem Jahr 1934
- Ruinen des Schlosses und der Wirtschaftsgebäude und verwilderter Schlosspark mit einer Größe von 1,5 Hektar. Das Schloss im Barockstil wurde 1770 für die Familie von Gröling erbaut. Es wurde 1840 und 1880 umgebaut.
- Im Ort befindet sich ein etwa 170 Jahre (Stand 2009) alter exotischer Baum der Art „Retinospora plumosa“ und drei Eichen mit einem Umfang von 320 cm, 431 cm und 475 cm.